# Mikhail Akimenko
Mikhail Akimenko (né le 6 décembre 1995 à Prokhladny) est un athlète russe, spécialiste du saut en hauteur.

## Biographie
Il remporte la médaille d'or du saut en hauteur lors des championnats du monde juniors d'Eugene, aux États-Unis, en établissant un nouveau record personnel avec 2,24 m. Le 17 juin 2015, il égalé son record personnel de 2,24 m à Saransk.
Il porte son record personnel à 2,35 m lors de la finale des championnats du monde 2019 à Doha en passant toutes ses barres au premier essai, et décroche la médaille d'argent derrière le tenant du titre Mutaz Essa Barshim.

## Palmarès
| Date | Compétition                   | Lieu    | Résultat | Marque |
| ---- | ----------------------------- | ------- | -------- | ------ |
| 2014 | Championnats du monde juniors | Eugene  | 1er      | 2,24 m |
| 2015 | Championnats d'Europe espoirs | Tallinn | 6e       | 2,18 m |
| 2019 | Championnats du monde         | Doha    | 2e       | 2,35 m |
| 2021 | Jeux olympiques               | Tokyo   | 6e       | 2,33 m |

## Records
| Épreuve         | Marque | Lieu | Date           |
| --------------- | ------ | ---- | -------------- |
| Saut en hauteur | 2,35 m | Doha | 4 octobre 2019 |